# نهاگ
نهاگ (به انگلیسی: Nehag) یک منطقهٔ مسکونی در پاکستان است که در خیبر پختونخوا واقع شده‌است.